# Flomborn
Flomborn település Németországban, Rajna-vidék-Pfalz tartományban. Lakosainak száma 1063 fő (2023. december 31.).

## Népesség
A település népességének változása:
| Lakosok száma | 650  | 1032 | 1047 | 1080 | 1084 | 1063 |
|               | 1975 | 2017 | 2019 | 2021 | 2022 | 2023 |